# Копачов (Киевская область)
Копачо́в (укр. Копачів) — село, входит в Обуховский район Киевской области Украины.
Население по переписи 2001 года составляло 477 человек. Почтовый индекс — 08715. Телефонный код — 4572. Занимает площадь 3,3 км². Код КОАТУУ — 3223184201.

## Местный совет
08715, Київська обл., Обухівський р-н, с. Копачів

## Гидрогеологические особенности
Бучакский водоносный горизонт является основным для бурения водозаборных скважин. Скважины на Бучакский водоносный горизонт в данном населенном пункте имеют глубины от 60—70 м.

## Достопримечательности
На территории Копачовского городского совета находится культурно-исторический туристический комплекс Парк Киевская Русь, который представляет собой научное воссоздание Древнего Киева V-XIII веков в размерах Детинца Киева или Града Владимира.